# بي بي سي إيرث
بي بي سي إيرث هي علامة تجارية مملوكة لشركة بي بي سي ورلدوايد منذ عام 2009 لتسويق وتوزيع محتوى التاريخ الطبيعي لبي بي سي إلى بلدان أخرى غير المملكة المتحدة. بي بي سي ورلد وايد هو الذراع التجاري من إذاعة الخدمات العامة.
بي بي سي إيرث تمثل تجاريا وحدة التاريخ الطبيعي في هيئة الإذاعة البريطانية، كأكبر دار إنتاج وثائقي للحياة البرية في العالم. بي بي سي ايرث هي المسؤولة عن التسويق والتوزيع العالمي للعناوين مثل الكوكب المتجمد، الحياة، الكوكب الأزرق، وكوكب الأرض. وقد وصلت مبيعاتها لأكثر من 180 بلدا.
وتستخدم العلامة التجارية بي بي سي إيرث عبر مجموعة من المنابر الإعلامية، بما في ذلك العروض الوثائقية على غرار الحفل مع الأوركسترا المباشرة والتجارب التفاعلية في المتاحف والمتنزهات. وقد أعيد إطلاق موقعها على شبكة الإنترنت في عام 2010 يتضمن موقعا جديدا يواجه المستهلك «الحياة هي Life is» الذي يتميز مرتين في الشهر على غرار تحديث مجلة ومدونة. وتستخدم العلامة التجارية أيضا للإصدارات الجديدة من بي بي سي للتاريخ الطبيعي على ديفيدي وبلو راي.

## أفلام بي بي سي ايرث
في عام 2010 أطلقت العلامة التجارية أفلام بي بي سي إيرث، ,  الذراع المسرحي لبي بي سي ايرث. تم الإعلان عن ثلاثة إنتاجات جديدة في إطلاق: حياة واحدة (2011)، المشي مع الديناصورات 3D (2013) والمملكة المسحورة 3D (2014). في سبتمبر 2012 أعلنت شركة أفلام بي بي سي إيرث عن ثلاثة مشاريع أخرى وثلاثة أفلام وثائقية ثلاثية الأبعادd تم إنتاجها بالتعاون مع غاينت سكرين فيلمز .الحشرات المذهلة ! 3D، أفريقيا: أكثر مكان بري على الأرض 3D وأسماك القرش! وسيتم تطوير حكام البحار 3D للمسارح والمتاحف ومناطق الجذب السياحي للزائرين.

## اوربي
وفي عام 2013، افتتحت شركة بي بي سي إيرث وسيجا حديقة ترفيهية تسمى أوربي في يوكوهاما، اليابان. الحديقة تحتوي على 12وحدة سياحية ومسرح 23.4 درجة.